# Yang Jingyu

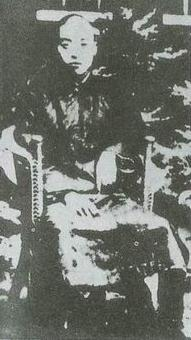
Yang Jingyu enfant.

Yang Jingyu (楊靖宇, 13 février 1905 - 23 février 1940), né sous le nom de Ma Shangde, est un chef militaire du Parti communiste chinois qui fut commandant en chef et commissaire politique de la 1re armée de route de l'armée unie anti-japonaise du Nord-Est et lutta contre l'armée impériale japonaise durant la pacification du Mandchoukouo.
Il meurt en 1940 après une épique lutte solitaire de cinq jours encerclé par une armée de 40 000 hommes.

## Biographie

### Jeunesse et formation
Yang rejoint la ligue de la jeunesse communiste chinoise de sa ville natale en 1926 et devient membre du Parti communiste l'année suivante. Après le soulèvement de la récolte d'automne, il réunit les fermiers locaux pour former une force de milice. Il refait plus tard d'autres opérations de ce genre à Kaifeng et Luoyang.
En 1929, il est envoyé dans le Nord-Est de la Chine où il tient le poste de secrétaire de la branche spéciale de Fushun. Emprisonné par le régime de Zhang Xueliang, il est libéré durant le chaos qui suit l'incident de Mukden de 1931. Il tient ensuite différentes fonctions successives au comité du Parti à Harbin, telles que secrétaire municipal, ou secrétaire par intérim de la province de Mandchourie du comité de la commission militaire centrale.
En 1932, il met en place la 32e armée rouge composée de travailleurs et de paysans chinois et mène des activités de guérilla à Panshi dans la province du Jilin.
En septembre 1933, il est nommé commandant en chef et commissaire politique de la division indépendante de la 1re armée de l'armée révolutionnaire populaire du Nord-Est. En 1934, Yang devient chef du quartier-général de l'armée du front uni anti-japonais.
En février 1936, Yang est nommé commandant et commissaire politique de la 1re armée anti-japonaise. Zhou Baozhong commande la 2e armée de route et Li Zhaolin la 3e. L'armée est ouverte à tous ceux qui veulent se battre contre l'invasion japonaise et proclame sa volonté de s'allier avec toutes les autres forces anti-japonaises. Plusieurs bandes de bandits mandchous appelés shanlins viennent ainsi former des unités de résistance. Après l'incident du pont Marco Polo de 1937, plusieurs troupes de l'armée impériale du Mandchoukouo désertent pour rejoindre les armées de volontaires anti-japonaises.

### Résistance à l'invasion japonaise
L'armée unie anti-japonaises du Nord-Est mène une longue campagne qui menace la stabilité du régime du Mandchoukouo, en particulier en 1936 et 1937. Début 1937, elle se compose de 11 corps répartis en trois armées, et comptant selon les estimations japonaises environ 20 000 hommes. Manquant de troupes et de matériel pour conduire une lutte à grande échelle, les stratégies de l'armée se concentrent sur la formation de poches de résistance dans les zones occupées afin de harceler les troupes japonaises et de saper leur tentative d'installer un nouvel État pro-Japonais, ainsi que de mener de petites attaques pour occuper diverses ressources de l'armée japonaises afin d'aider l'armée chinoise, et celle de l'Union soviétique après le conflit frontalier lors de la bataille du lac Khassan et de la bataille de Khalkhin Gol de 1939.
Yang commanda par deux fois les attaques qui menacent les lignes de communications japonaises entre Tieling et Fushun au Liaoning. En 1938, le Japon commence à concentrer de larges troupes au Mandchoukouo pour encercler l'armée de Yang et offre une récompense de 10 000 yuan du Mandchoukouo pour sa tête. En septembre 1938, les Japonais estiment que les effectifs de l'armée anti-japonaise sont descendus à 10 000 hommes.
En 1940, la guerre est dans l'impasse bien que le Japon contrôle la plupart des zones côtières du Mandchoukouo ainsi que les voies ferrées, tandis que de petites forces de guérilla chinoises continuent férocement le combat en se cachant dans les montagnes et les forêts. L'armée japonaise du Guandong envoie cependant des renforts au Nord-Est afin de « maintenir l'ordre et nettoyer les éléments anti-japonais ». Elle réussit à couper les lignes de ravitaillement des troupes de l'armée anti-japonaise mais les soldats chinois persévèrent et lancent de fréquentes attaques qui contraignent l'ennemi à détourner ses principales troupes pour mener des expéditions punitives.

### Sa mort épique
Yang mène au total plus de 40 engagements dans la province du Jilin, en dépit d'un manque critique de ravitaillement. En réponse, les Japonais décident d'appliquer une politique de la terre brûlée en pillant systématiquement les récoltes des fermiers locaux, en confisquant la nourriture des villages et en installant une ségrégation des civils dans les « établissements légaux ». L'armée collaborationniste chinoise est également fréquemment déployée pour lutter contre la guérilla.
Yang et ses hommes sont progressivement encerclés par 40 000 Japonais en janvier-février 1940. Face à cette situation désespérée, il divise ses forces en de multiples petites unités pour s'échapper discrètement de l'encerclement. Son détachement personnel de 60 hommes est cependant trahi le 18 février par un officier infiltré qui dévoile sa position aux Japonais. Après que les deux derniers soldats ont été tués au combat, Yang continue seul la lutte pendant 5 jours. Il est finalement acculé dans une petite forêt par une armée de 40 000 Japonais et collaborationnistes dans le comté de Mengjiang et est tué en étant touché par des mitrailleuses. Les troupes japonaises, craignant qu'il ne fasse semblant d'être mort pour abattre les premiers soldats qui s'approcheraient, refusent de se rapprocher du corps pendant un long moment.
Incapable de comprendre la source de la persévérance de Yang (il ne mangea pas pendant 6 jours), les Japonais ordonnent une autopsie après lui avoir coupé et préservé la tête. En ouvrant son estomac, ils ne trouvent que des morceaux d'écorce de bois, du coton et des brins d'herbe et pas un seul grain de riz. Le commandant japonais sur place, Ryuichiro Kishitani, est si étonné par la découverte qu'il « reste silencieux, et apparait plus âgé les jours suivants ». Il se suicidera par seppuku après la défaite du Japon après avoir écrit dans son testament que « Sa Majesté s'est sûrement trompé en commençant cette guerre. La Chine a des soldats d'acier comme Yang Jingyu, et ne tombera jamais ».

## Après sa mort
Les Japonais enterrent d'abord le corps sans tête de Yang dans les bois à la va-vite. La rumeur prétend cependant que le commandant de la zone, Shōtoku Nozoe, faisait des cauchemars et craignait qu'il s'agisse du fantôme de Yang. Pris de panique, Kishitani aurait ordonné à ses hommes de ré-inhumer proprement le corps avec un vrai rituel funéraire et un respect militaire honorant Yang — bien qu'ennemi — en tant que « vrai guerrier ».
La mort de Yang est un sérieux coup pour ses troupes survivantes qui transforment leur chagrin en rage de combattre. Durant les mois suivants, les forces japonaises sont fréquemment attaquées par des « insurgés fous et féroces ».
Après la Seconde Guerre mondiale, la tête conservée de Yang est redécouverte par la République populaire de Chine, qui la réunie avec son corps et le ré-enterre avec les honneurs militaires. Le comté de Mengjiang est également renommé comté de Jingyu en son honneur. Beaucoup de collaborationnistes ayant trahi Yang et contribué à sa mort sont traqués et exécutés.